# Wladimir Michailowitsch Jurowski (Komponist)
Wladimir Michailowitsch Jurowski (russisch Владимир Михайлович Юровский, auch: Vladimir Mikhailovich Yurovsky; * 7. Märzjul. / 20. März 1915greg. in Taraschtscha; † 26. Januar 1972 in Moskau) war ein ukrainisch-sowjetischer Komponist.

## Leben
Jurowski war Spross einer jüdischen Familie, der Vater wirkte als Fotograf und hinterließ ihm einen Zyklus wichtiger historischer Fotografien von Taraschtscha.
Im Alter von 11 Jahren begann er als Pianist aufzutreten. Er studierte am Kiewer Musikkolleg und arbeitete gleichzeitig als Lehrer, dann als Assistent des Dirigenten an der Oper Kiew. 1938 absolvierte er das Moskauer Staatskonservatorium in der Klasse von Nikolai Jakowlewitsch Mjaskowski. Als Komponist arbeitete er sowohl für den Film als auch für die Bühne und den Konzertsaal.
Jurowski war mit der Tochter von Dawid Semjonowitsch Blok verheiratet, dem Dirigenten, Organisator und ersten Direktor des Nationalen Orchesters für Kinematographie der UdSSR und Mitglied des Jüdischen Antifaschistischen Komitees.
Aus der Musikerfamilie gingen eine Reihe von namhaften Dirigenten hervor: Sohn ist der vielfach in der DDR wirkende Dirigent Michail Jurowski, seine Enkel sind die Dirigenten Wladimir Jurowski (* 1972, der wiederum Wladimir Michailowitsch Jurowski heißt) und Dmitri Jurowski (* 1979).

## Werke (Auswahl)

### Oper
- Dumka über Opanas nach der Erzählung von Eduard Georgijewitsch Bagrizki (1940)

### Ballett
- Das Purpursegel nach dem Roman von Alexander Grin (1942)
- Nuntscha nach „Italienische Märchen“ von Maxim Gorki (1949)
- Unter dem Himmel Italiens nach Gorki (1952)
- Die goldene Antilope (1960)

### Orchester
- Sinfonien
- Sinfonische Dichtungen

### Filmmusik (englische Synchronisationstitel)
- „The Golden Antelope“ (1954)
- „The enchanted Boy“ (1955)
- „Verlioka“ (1957)
- „Whose are the Cones in the Wood?“ (1965)
- „Thats Rizikh“ (1967)
- „A little Locomotive from Romashkovo“ (1967)
- „The Legend about the Cruel Giant“ (1967)

Weiters Oratorien, Kantaten, Schauspielmusik, Lieder u. a. 